# Николаевка (Кольчугинский район)
Николаевка — деревня в Кольчугинском районе Владимирской области России, входит в состав Раздольевского сельского поселения.

## География
Деревня расположена на берегу речки Пажа в 3 км на север от центра поселения посёлка Раздолье и в 7 км на юго-восток от райцентра города Кольчугино.

## История
В конце XIX — начале XX века деревня входила в состав Есиплевской волости Юрьевского уезда, с 1925 года — в составе Кольчугинской волости Александровского уезда. В 1859 году в деревне числилось 70 дворов, в 1905 году — 93 двора, в 1926 году — 162 двора.
С 1929 года деревня входила в состав Ульяниховского сельсовета Кольчугинского района, с 1940 года — в составе Беречинского сельсовета, с 1978 года — в составе Белореченского сельсовета, с 1984 года — в составе Раздольевского сельсовета, с 2005 года — в составе Раздольевского сельского поселения.

## Население
| 1859 | 1905 | 1926 | 2002 | 2010 | 2021 |
| ---- | ---- | ---- | ---- | ---- | ---- |
| 51   | ↗65  | ↗108 | ↘11  | ↘2   | ↗10  |